# Gesellschaft für Strahlenschutz
Die Gesellschaft für Strahlenschutz (GSS) ist eine internationale Fachgesellschaft, die 1990 gegründet wurde. Zweck ist laut Satzung, „den bestmöglichen [Strahlen-] Schutz des Menschen und der Umwelt vor den schädlichen Wirkungen ionisierender und nicht ionisierender Strahlung zu erreichen.“
Die Gesellschaft ist nicht mit dem Deutsch-Schweizerischen Fachverband für Strahlenschutz zu verwechseln. Dieser übernimmt offiziell die Vertretung der Bundesrepublik in internationalen Gremien und Fachausschüssen. Seit 2021 ist Inge Schmitz-Feuerhake Präsidentin der GSS. Weitere Vorstandsmitglieder sind Thomas Dersee (Vizepräsident), Wolfgang Hoffmann und Roland Wolff. Frühere Präsidenten sind Sebastian Pflugbeil, Wolfgang Köhnlein und Edmund Lengfelder. Mitteilungsorgan der Gesellschaft sind die Berichte des Otto Hug Strahleninstitutes, das z. B. Kongressberichte über von der GSS veranstaltete Kongresse herausgibt.